# Richard Bark
Carl Richard Emil Haraldsson Bark, född 29 mars 1938 i Vasa församling i Göteborg, är en svensk regissör, operachef, översättare, librettoförfattare, teatervetare och Strindbergsforskare. 

## Biografi
Richard Bark avlade studentexamen vid Hvitfeldtska läroverket i Göteborg 1957, studerade vid universiteten i Göteborg och Lund och var verksam som skådespelare vid Göteborgs studentteater 1958–60 och som skådespelare och regissör vid Lunds Studentteater 1960–64. I Lunds domkyrka satte han 1966 & 1968 upp Strindbergs Till Damaskus III vid Mysteriespelen i Lund. Han var anställd som teatersekreterare, programredaktör, dramaturg och regissör vid Malmö stadsteater 1966–72. Därefter var han verksam som regissör vid Lunds Lyriska Ensemble 1974–77. I samband med ett gästspel med denna ensembles uppsättning av operan Pajazzo på Ystads Teater i januari 1977 väcktes tanken på en operasatsning där. 1978 grundade han tillsammans med dirigenten Sören Nielzén Ystadoperan, som blivit ett uppmärksammat, återkommande sommarevenemang med professionella produktioner av såväl äldre som nyare, kända och okända operor (många som Sverigepremiär) i regi och ofta översättning/bearbetning av Bark i samverkan med hustrun Antje Bark som producent och ekonomichef. Han har sedan starten 1978 fungerat som dess operachef och konstnärlige ledare.
I egenskap av teaterforskare blev Bark 1981 filosofie doktor i litteraturvetenskap vid Lunds universitet med doktorsavhandlingen Strindbergs drömspelsteknik – i drama och teater (1981). Han verkade därefter som universitetslektor vid avdelningen för Drama-teater-film vid Lunds universitet 1982–91 och vid avdelningen för Dramatik vid Göteborgs universitet 1994–99. Han har även skrivit ytterligare böcker, bland annat om Ystadoperans historia. Bland hans libretton kan nämnas: Esaias Saga (1997), musikal till musik av Bo Holm, Joel, Operan om konstnären och författaren Joel Pettersson från Åland (2009 & 2016 – tillsammans med Lars Huldén) med musik av Nikolo Kotzev, En mindre högtidlig mässa till firandet av Ystadoperans 35-årsjubileum (2013) med musik av Rossini, Alfvén, Operan om kärleken mellan Hugo Alfvén och Marie Kröyer (2014) med musik av Hugo Alfvén, "Djävulsdansen i Skarpans" (2022) med musik av Daniel Hjorth. 
Sedan 2017 är han ordförande i Strindbergsföreningen i Lund. 
Han är gift sedan 1964 med Antje Bark, med vilken han har sonen Patrik.

## Utmärkelser
- Hans Majestät konungens medalj, 8:de storleken i högblått band.
- Ystads kommuns kulturpris 1986.[2]

## Teater

### Regi på Malmö stadsteater
|  | År   | Produktion                      | Upphovsmän                               |  |  | Teater            |
|  | ---- | ------------------------------- | ---------------------------------------- |  |  | ----------------- |
|  | 1967 | Agent 0012 sökes                | Jan-Olof Nilsson & Richard Bark          |  |  | Malmö stadsteater |
|  | 1968 | Man vet inte hur Non si sa come | Luigi Pirandello Översättning Karin Alin |  |  | Malmö stadsteater |
|  | 1969 | Vår underbara resa              | Arne Wahlberg                            |  |  | Malmö stadsteater |
|  | 1970 | Clownen Beppo                   | Else Fisher                              |  |  | Malmö stadsteater |

### Uppsättningar på Ystadoperan
- 1978 – Teaterdirektören av Mozart & Brösten på Thérèse av Poulenc
- 1979 – Kärlekstorget av Wolf-Ferrari
- 1980 – Jonny spelar opp av Krenek
- 1981 – Vår man i Havanna av Williamson
- 1982 – Silversjön av Weill
- 1983 – Nusch-Nuschi i trubbel på Tahiti av Hindemith och Bernstein
- 1984 – Bohème av Leoncavallo
- 1985 – Näsan av Sjostakovitj
- 1986 – Luisa Miller av Verdi
- 1987 – Den döda staden av Korngold
- 1988 – Svalan av Puccini
- 1989 – Achnaton av Glass
- 1990 – Mefistofeles av Boito
- 1991 – Ryttaren av Sallininen
- 1992 – Resan till Reims av Rossini
- 1993 – Blodsbröllop av Szokolay
- 1994 – Adriana Lecouvreur av Cilea
- 1995 – Kvinnornas hopp - Mördare & Sankta Susanna av Hindemith
- 1996 – Maskerna av Mascagni
- 1997 – Helgonet på Bleecker Street av Menotti
- 1998 – Pajazzo av Leoncavallo (Watt i Lund)
- 1990 – Pajazzo av Leoncavallo (Skillinge)
- 2000 – Trubaduren av Verdi (Ystads Teater)
- 2000 – La Traviata av Verdi (Grand i Lund)
- 2001 – La Bohème av Puccini (Grand i Lund)
- 2002 – Ödets makt av Verdi (Lunds stadshall)
- 2003 – Edgar av Puccini (Lunds stadshall)
- 2004 – Tosca av Puccini (Grand i Lund)
- 2005 – Carmen av Bizet (Grand i Lund & Landskrona Teater)
- 2007 – Tosca av Puccini (Citadellet i Lnadskrona)
- 2012 – Ystadoperan Rediviva & Cavalleria Rusticana av Mascagni (Ystads Taetar)
- 2013 – En mindre högtidlig mässa till firandet av Ystadoperans 35-årsjubileum med musik av Rossini (Ystads Teater)
- 2014 – Alfvén, Operan om kärleken mellan Hugo Alfvén och Marie Kröyer med muisk av Alfvén
- 2018 – Ystadoperan 40 år, Jubileums- och Avskedskonsert